# Démographie du Languedoc-Roussillon

Au 1er janvier 2007, le nombre d'habitants du Languedoc-Roussillon était estimé à 2 548 000 habitants, soit plus ou moins 4 % de la population de la France métropolitaine. Le rythme de croissance démographique de la région est le plus élevé de France. Il est avant tout dû au solde migratoire (+ 1,24 % par an depuis 1999), le solde naturel étant très faible (+ 0,12 % annuellement).

## Évolution de la population
| Années | Population au 1er janvier | Population au 1er janvier | Population au 1er janvier | Population au 1er janvier | Population au 1er janvier | Population au 1er janvier |
| Années | département de l'Aude     | département du Gard       | département de l'Hérault  | département de la Lozère  | Pyrénées Orientales       | Languedoc Roussillon      |
| ------ | ------------------------- | ------------------------- | ------------------------- | ------------------------- | ------------------------- | ------------------------- |
| 1801   | 225.228                   | 300.144                   | 275.449                   | 126.503                   | 110.732                   | 1.037.856                 |
| 1851   | 290.000                   | 408.000                   | 389.000                   | 145.000                   | 182.000                   | 1.414.000                 |
| 1901   | 313.531                   | 420 836                   | 489.421                   | 128.866                   | 212.121                   | 1.564.775                 |
| 1936   | 285.000                   | 385.000                   | 502.000                   | 99.000                    | 233.000                   | 1.504.000                 |
| 1954   |                           |                           |                           |                           |                           | 1.449.101                 |
| 1968   | 278.000                   | 479.000                   | 591.000                   | 77.000                    | 282.000                   | 1.708.000                 |
| 1990   | 298.917                   | 584.982                   | 794.642                   | 72.863                    | 363.764                   | 2.115.168                 |
| 1995   | 303.404                   | 605.413                   | 850.037                   | 72.884                    | 377.296                   | 2.209.034                 |
| 1999   | 309.463                   | 622.509                   | 894.537                   | 73.513                    | 392.383                   | 2.292.405                 |
| 2000   | 313.085                   | 630.365                   | 907.174                   | 73.912                    | 396.344                   | 2.320.880                 |
| 2001   | 317.404                   | 639.190                   | 920.672                   | 74.503                    | 400.835                   | 2.352.604                 |
| 2002   | 322.125                   | 649.272                   | 936.616                   | 75.139                    | 406.500                   | 2.389.652                 |
| 2003   | 327.127                   | 659.516                   | 953.059                   | 75.765                    | 412.235                   | 2.427.702                 |
| 2004   | 332.443                   | 669.832                   | 969.335                   | 76.391                    | 418.220                   | 2.466.221                 |
| 2005   | 336.862                   | 678.445                   | 982.334                   | 76.933                    | 422.297                   | 2.496.871                 |
| 2006   | 341.022                   | 683.169                   | 1.001.041                 | 76.800                    | 432.112                   | 2.534.144                 |
| 2007   | 345.779                   | 689.847                   | 1.011.207                 | 76.880                    | 437.157                   | 2.560.870                 |
| 2008   | 349.500                   | 696.500                   | 1.023.000                 | 77.000                    | 441.500                   | 2.587.500                 |
| 2011   | 359.967                   | 718.357                   | 1.062.036                 | 77.156                    | 448.543                   | 2.666.059                 |
| Années | département de l'Aude     | département du Gard       | département de l'Hérault  | département de la Lozère  | Pyrénées Orientales       | Languedoc Roussillon      |

Sources ,,,,:

## Mouvement naturel de la population
Chiffres fournis par l'INSEE,,.
| Département          | 2000   | 2000   | 2000  | 2004   | 2004   | 2004  | 2005   | 2005   | 2005  | 2006   | 2006   | 2006  |
| Département          | Naiss. | Décès  | Solde | Naiss. | Décès  | Solde | Naiss. | Décès  | Solde | Naiss. | Décès  | Solde |
| -------------------- | ------ | ------ | ----- | ------ | ------ | ----- | ------ | ------ | ----- | ------ | ------ | ----- |
| Aude                 | 3 253  | 3 695  | -442  | 3 321  | 3 552  | -231  | 3 502  | 3 748  | -246  | 3.661  | 3 677  | -16   |
| Gard                 | 7 468  | 6 304  | 1 164 | 7 777  | 6 190  | 1 587 | 7 901  | 6 390  | 1 511 | 8.384  | 6 143  | 2 241 |
| Hérault              | 10 626 | 8 864  | 1 762 | 11 562 | 8 401  | 3 161 | 11 636 | 8 742  | 2 894 | 12.191 | 8 544  | 3 647 |
| Lozère               | 807    | 920    | -113  | 772    | 934    | -162  | 760    | 913    | -153  | 784    | 886    | -102  |
| Pyr.-Orientales      | 3 925  | 4 668  | -743  | 4 320  | 4 647  | -327  | 4 563  | 4 762  | -199  | 4.779  | 4 794  | -15   |
| Languedoc Roussillon | 26 079 | 24 451 | 1 628 | 27 752 | 23 724 | 4 028 | 28 362 | 24 555 | 3 807 | 29.799 | 24 044 | 5 755 |

Dans les départements de l'Aude, des Pyrénées-Orientales et du Gard, la natalité affiche une hausse très importante ces dernières années. En seulement 2 ans, de 2004 à 2006, le chiffre des naissances a bondi de 10 % dans l'Aude et les Pyrénées-Orientales, de 8 % dans le Gard et de 6 % dans l'Hérault. 

## Fécondité par département
Le nombre moyen d'enfants par femme ou indice conjoncturel de fécondité a évolué comme suit pour chaque département et pour l'ensemble de la région : 
| Département           | Fécondité 1999 | Fécondité 2000 | Fécondité 2001 | Fécondité 2002 | Fécondité 2003 | Fécondité 2004 | Fécondité 2005 |
| --------------------- | -------------- | -------------- | -------------- | -------------- | -------------- | -------------- | -------------- |
| Aude                  | 1,74           | 1,75           | 1,81           | 1,77           | 1,86           | 1,80           |                |
| Gard                  | 1,79           | 1,87           | 1,92           | 1,90           | 1,87           | 1,93           |                |
| Hérault               | 1,64           | 1,61           | 1,73           | 1,71           | 1,68           | 1,70           |                |
| Lozère                | 1,56           | 1,78           | 1,61           | 1,65           | 1,72           | 1,68           |                |
| Pyr.-Orientales       | 1,64           | 1,60           | 1,83           | 1,81           | 1,80           | 1,76           |                |
| Languedoc Roussillon  | 1,68           | 1,69           | 1,79           | 1,76           | 1,76           | 1,77           |                |
| France métropolitaine | 1,79           | 1,87           | 1,88           | 1,87           | 1,87           | 1,90           | 1,92           |

En 4 ans (2000-2004), la fécondité est en hausse partout sauf en Lozère, et ce malgré une année 2004 assez terne. Les chiffres de natalité pour 2005 et 2006 impliquent une continuation de cette hausse, mais les données officielles n'avaient toujours pas été publiées début 2008. 
On peut se demander si l'on n'assiste pas progressivement à un changement de comportement reproductif dans la région, analogue à ce qui s'est passé en région Provence-Alpes-Côte d'Azur (à l'exclusion des Alpes-Maritimes), c'est-à-dire une hausse de la fécondité jusqu'au niveau de la moyenne française. Bien sûr pas mal de chemin reste à faire, surtout dans l'Hérault qui, malgré une nette progression, tire la moyenne de la région vers le bas. Le Gard quant à lui fait déjà partie des départements à haute fécondité, au même titre que l'Ardèche, la Drôme et le Vaucluse voisins.

## Immigration
Entre 1990 et 1999, dernière période intercensitaire complète, 400 500 nouveaux arrivants se sont installés en Languedoc-Roussillon. Mais le courant d’immigration en provenance de l’étranger représente seulement 7,8 % d'entre eux. L'immigration dans la région est donc essentiellement interrégionale, due à la grande attractivité d'une région ensoleillée et maritime.

### Ventilation des immigrés par région du monde et pays de naissance
Durant la période 1990-1999, 48 000 immigrés sont arrivés dans la région, mais 41 000 l'ont quitté ou sont décédés. Un peu plus d'un tiers des nouveaux arrivants provenait d'une autre région française. Et 31 500 arrivaient en provenance directe de l'étranger. Au total la population immigrée installée en Languedoc-Roussillon n'a crû que de 7 000 personnes pour atteindre l'effectif de 205 000. La population d'immigrés a donc décru en nombre relatif, durant cette période d'accroissement important de la population de la région.
| Origine                                             | Population tot. immigrée 1999 | Pourcentage relatif | Immigrés entre 1990 et 1999 | Pourcentage relatif |
| --------------------------------------------------- | ----------------------------- | ------------------- | --------------------------- | ------------------- |
| Europe                                              | 116 455                       | 56,8                | 16 905                      | 53,6                |
| -- dont Espagne                                     | 63 047                        | 30,7                | 1 430                       | 4,5                 |
| -- dont Italie                                      | 12 022                        | 5,9                 | 476                         | 1,5                 |
| -- dont Portugal                                    | 10 583                        | 5,2                 | 2 337                       | 7,4                 |
| -- dont Allemagne, Belgique Pays-Bas et Royaume-Uni | 17 002                        | 8,3                 | 7 096                       | 22,5                |
| --dont Bulgarie, Roumanie, Turquie                  | 3 888                         | 1,9                 | 1 276                       | 4,0                 |
| Afrique                                             | 76 591                        | 37,3                | 11 298                      | 35,8                |
| --dont Maroc                                        | 41 587                        | 20,3                | 6 056                       | 19,2                |
| -- dont Algérie et Tunisie                          | 28 350                        | 13,8                | 2 623                       | 8,3                 |
| -- Afrique noire                                    | 6 654                         | 3,2                 | 619                         | 2,3                 |
| Asie hors Turquie                                   | 7 327                         | 3,6                 | 1 385                       | 4,4                 |
| --dont ex-Indochine                                 | 3 738                         | 1,8                 | 186                         | 0,6                 |
| Amérique et Océanie                                 | 4 717                         | 2,3                 | 1 963                       | 6,2                 |
| Total                                               | 205 090                       | 100,0               | 31 551                      | 100,0               |

### Répartition des naissances par nationalité de la mère
Les chiffres suivants sont fournis par l'INSEE pour l'année 2004 :
|                      | Ensemble | Françaises | Étrangères | Étrangères | Étrangères | Étrangères | Étrangères | Étrangères | Étrangères |
| Total étrangères     | Ensemble | Françaises | Algérie    | Espagne    | Italie     | Portugal   | Maroc      | Tunisie    |            |
| -------------------- | -------- | ---------- | ---------- | ---------- | ---------- | ---------- | ---------- | ---------- | ---------- |
| Aude                 | 3.321    | 2.995      | 326        | 45         | 12         | 0          | 26         | 111        | 2          |
| Gard                 | 7.777    | 6.895      | 882        | 139        | 13         | 2          | 38         | 431        | 16         |
| Hérault              | 11.562   | 9.914      | 1.648      | 201        | 23         | 17         | 28         | 856        | 21         |
| Lozère               | 772      | 730        | 42         | 1          | 1          | 0          | 21         | 6          | 1          |
| Pyrénées-Orientales  | 4.320    | 3.889      | 431        | 86         | 37         | 6          | 35         | 107        | 6          |
| Languedoc-Roussillon | 27.752   | 24.423     | 3.329      | 472        | 86         | 25         | 148        | 1.511      | 46         |
| -- légitimes         | 13.593   | 10.969     | 2.624      | 389        | 46         | 14         | 98         | 1.343      | 39         |
| -- hors-mariage      | 14.159   | 13.454     | 705        | 83         | 40         | 11         | 50         | 168        | 7          |

Avec plus de 3 300 naissances sur près de 27 750 (12 %), les naissances étrangères constituent une part un peu plus importante en Languedoc-Roussillon que dans l'ensemble du pays. Le tableau montre qu'avec 2.029 unités sur 3.329, les naissances de mère maghrébine constituent plus de 60 % de ces naissances, ce qui est assez important et supérieur au pourcentage en Île-de-France. Les 25 naissances de mère italienne sont presque négligeables (moins de 1 ‰ de l'ensemble) et montrent que le poids démographique relatif de la très ancienne immigration italienne est désormais très faible. Il en sera bientôt de même de la natalité des espagnoles.
Les naissances hors mariage sont nettement majoritaires dans la région, surtout chez les femmes françaises. Il n'en va pas de même chez les étrangères, notamment maghrébines, et surtout les marocaines.

## Les mariages
En 2004, on a enregistré plus de 1 000 mariages dans le Languedoc-Roussillon, dont :
- 9.539 entre deux conjoints français et françaises
- 342 entre conjoints étrangers
- 818 mariages mixtes entre époux français et épouse étrangère
- 1.083 mariages mixtes entre épouse française et époux étranger

On assiste ainsi à un sérieux brassage des populations, puisque sur 2.185 conjoints étrangers impliqués dans ces mariages, 1701 (soit près de 77 %) l'étaient dans des mariages mixtes.
Ventilation des mariages mixtes
|                  | Total mariages mixtes | Nationalité du conjoint étranger | Nationalité du conjoint étranger | Nationalité du conjoint étranger | Nationalité du conjoint étranger |
| Italienne        | Total mariages mixtes | Espagnole                        | Portugaise                       | Algérienne                       |                                  |
| ---------------- | --------------------- | -------------------------------- | -------------------------------- | -------------------------------- | -------------------------------- |
| Époux français   | 718                   | 11                               | 25                               | 12                               | 102                              |
| Épouse française | 983                   | 11                               | 30                               | 22                               | 182                              |

Source : .

## Les principales aires urbaines
Les populations suivantes se réfèrent aux aires urbaines dans leur extension définie lors du recensement de 2009 ou 2010. 
| Aires urbaines       | Date du recensement | Date du recensement | Date du recensement |
| Aires urbaines       | 1982                | 1990                | 2009 ou 2010        |
| -------------------- | ------------------- | ------------------- | ------------------- |
| Montpellier          | 328 210             | 388 747             | 525 020             |
| Perpignan            | 213 165             | 230 839             | 305 837             |
| Nîmes                | 181 052             | 204 173             | 241 876             |
| Béziers              | 117 566             | 120 561             | 131 191             |
| Alès                 | 85 250              | 88 912              | 111 592             |
| Narbonne             | 58 716              | 67 422              | 101 630             |
| Carcassonne          | 73 956              | 80 020              | 90 939              |
| Saint-Gilles Vauvert | inexistante         | inexistante         | 79 064              |
| Sète                 | 59 566              | 63 833              | 74 166              |
| Saint-Cyprien        | inexistante         | inexistante         | 49 232              |
| Lunel                | 18 633              | 22 742              | 31 275              |
| Beaucaire            | 23 575              | 24 226              | 29 009              |
| Bagnols-sur-Cèze     | 21 517              | 22 074              | 22 805              |
| Agde                 | 13 107              | 17 583              | 22 487              |
| Castelnaudary        | 17 057              | 18 380              | 19 079              |
| Mende                | 18 412              | 16 114              | 17 465              |
| Pont-Saint-Esprit    | inexistante         | inexistante         | 15 007              |

La plaine du Languedoc-Roussillon coincée entre le Massif central et la Méditerranée occupe une position éminemment stratégique au centre du nouvel arc de développement européen dénommé Arc méditerranéen. Celui-ci s'étend de Madrid et de Valence-Barcelone en Espagne, jusqu'à Budapest en Hongrie, et passe par Montpellier et Avignon, traverse les Alpes, puis l'Italie du nord (Turin, Milan, Venise, Trieste). Au-delà il s'étend en Slovénie, puis en Hongrie. 
Cette superbe position géographique est à la base du développement spectaculaire de quasi toutes les villes-clés de la région, et avant tout de Montpellier, la jeune métropole d'équilibre. Mais les autres grandes villes ne sont pas en reste. Ainsi Nîmes et Perpignan affichent un développement démographique considérable ces dernières décennies, et rien ne laisse prévoir un ralentissement prochain de ce mouvement. Les aires urbaines plus petites qui jalonnent la plaine et le littoral languedociens font elles également preuve d'un très grand dynamisme, stimulé aussi par le développement du tourisme (Narbonne, Agde, Lunel, Beaucaire).